# Masdevallia os-draconis
Masdevallia os-draconis är en orkidéart som beskrevs av Carlyle August Luer och Rodrigo Escobar. Masdevallia os-draconis ingår i släktet Masdevallia och familjen orkidéer. Inga underarter finns listade i Catalogue of Life.